# Colombiana (orquídea)
 Colombiana es un género con ocho especies de orquídeas originarias de América.
Sus especies anteriormente estaban sujetas al género Pleurothallis, sin embargo, en mayo de 2006, Carlyle A. Luer, erudito de las Pleurothallidinae, publicó una revisión sustancial del género y  convirtió en géneros a muchos de sus subgéneros anteriores.

## Especies deColombiana
- Colombiana aspergillum (Luer & Hirtz) Luer, Monogr. Syst. Bot. Missouri Bot. Gard. 95: 255 (2004).
- Colombiana cosmetron (Luer) Luer, Monogr. Syst. Bot. Missouri Bot. Gard. 105: 249 (2006).
- Colombiana garayana Ospina, Orquideologia 8: 232 (1973).
- Colombiana penicillata (Luer) Luer, Monogr. Syst. Bot. Missouri Bot. Gard. 95: 256 (2004).
- Colombiana ruscaria (Luer) Luer, Monogr. Syst. Bot. Missouri Bot. Gard. 95: 256 (2004).
- Colombiana scoparum (Rchb.f.) Luer, Monogr. Syst. Bot. Missouri Bot. Gard. 95: 256 (2004).
- Colombiana silverstonei (Luer) Luer, Monogr. Syst. Bot. Missouri Bot. Gard. 105: 249 (2006).
- Colombiana tetroxys (Luer) Luer, Monogr. Syst. Bot. Missouri Bot. Gard. 95: 256 (2004).